# Одорин
Одорин (словац. Odorín) — село в окрузі Спішска Нова Вес Кошицького краю Словаччини. Площа села 9,14 км². Станом на 31 грудня 2015 року в селі проживало 957 жителів.

## Історія
Перші згадки про село датуються 1263 роком.

## Населення
| Рік:            | 1994. | 2004.   | 2014.   | 2024.   |
| --------------- | ----- | ------- | ------- | ------- |
| Кількість осіб: | 841   | 892     | 952     | 1013    |
| Різниця:        |       | +6,06 % | +6,72 % | +6,40 % |

| Рік:            | 2023. | 2024.   |
| --------------- | ----- | ------- |
| Кількість осіб: | 1016  | 1013    |
| Різниця:        |       | -0,29 % |